# Hexacnemus armitagei
Hexacnemus armitagei är en stekelart som beskrevs av Timberlake 1926. Hexacnemus armitagei ingår i släktet Hexacnemus och familjen sköldlussteklar. Inga underarter finns listade i Catalogue of Life.